# Sở Hùng Nghiêm
Sở Hùng Nghiêm (chữ Hán: 楚熊严, trị vì từ 837 TCN - 828 TCN), tên thật là Hùng Nghiêm (熊嚴) hay Mị Nghiêm (羋嚴), là vị vua thứ 13 của nước Sở - chư hầu nhà Chu trong lịch sử Trung Quốc.
Ông là con của Sở Hùng Duyên, vua thứ 11 nước Sở và là em Sở Hùng Dũng, vua thứ 12 của nước Sở. Năm 838 TCN, Hùng Dũng mất, Hùng Nghiêm lên kế vị.
Sử ký không ghi rõ những hành trạng của ông trong thời gian ở ngôi.
Hùng Nghiêm có bốn người con trai: Hùng Sương (熊霜) hay Bá Sương (伯霜), Hùng Tuyết (熊雪) hay Trọng Tuyết (仲雪), Hùng Kham (熊堪) hay Thúc Kham (叔堪), và Hùng Tuấn (熊徇) hay Quý Tuấn (季徇).
Năm 828 TCN, Sở Hùng Nghiêm chết. Con trưởng là Sở Hùng Sương lên kế vị.